# Spathuliger vicinus
Spathuliger vicinus là một loài bọ cánh cứng trong họ Cerambycidae.